# Naunhof (Leisnig)
Naunhof è una frazione della città tedesca di Leisnig, nel Land della Sassonia.

## Storia
Il 1º aprile 1992 il comune di Naunhof venne soppresso e aggregato al comune di Bockelwitz, a sua volta aggregato alla città di Leisnig il 1º gennaio 2012.